# Blankenheim (Saxe-Anhalt)
Pour les articles homonymes, voir Blankenheim.
Blankenheim est une commune allemande de l'arrondissement de Mansfeld-Harz-du-Sud, dans le Land de Saxe-Anhalt.

## Géographie
La municipalité se situe dans les contreforts sud-est du massif de Harz, à mi-chemin entre les villes de Sangerhausen à l'ouest, chef-lieu de l'arrondissement, et d'Eisleben à l'est.
|          | Mansfeld    | Hergisdorf |
|          | Blankenheim | Wimmelburg |
| Allstedt |             | Bornstedt  |

### Transports
La gare de Blankenheim, située à la lisière sud de la localité, fut le terminus de la ligne de Berlin à Blankenheim qui est hors service depuis 2004 ; elle se trouve également sur la ligne ferroviaire de Halle-sur-Saale et Hann. Münden.

## Histoire
Blankenheim est mentionné pour la première fois dans un acte de 1181. 

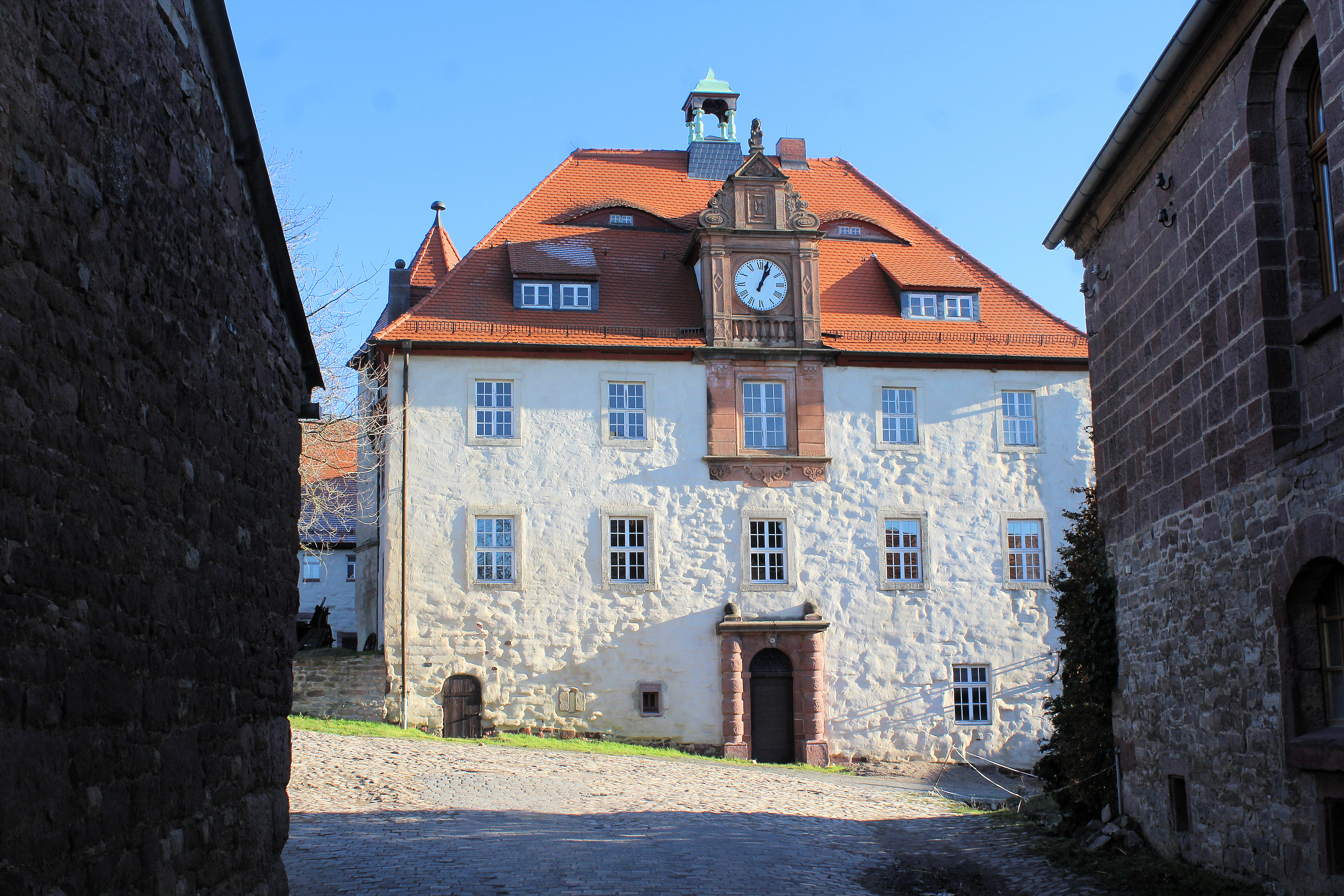
Château de Klosterrode.

Le village doit son développement à l'ancien couvent de Rode (Kloster Rode), un prieuré (Stift) des Prémontrés fondé vers 1147 en tant que filiale de l'abbaye Notre-Dame de Magdebourg. Le village d'Utenfelde, qui se trouvait plus à l'ouest, fut abandonné au XVe siècle. La suprématie sur les biens échut à la maison de Mansfeld.
Sécularisé au cours de la Réforme protestante sous le règne du duc Maurice de Saxe en 1543, le manoir de Klosterrode était la possession de la famille von Bodenhausen et de la famille von Alvensleben. Il fut acquis par la famille von der Schulenburg en 1739.

## Source, notes et références
- (de) Cet article est partiellement ou en totalité issu de l’article de Wikipédia en allemand intitulé « Blankenheim (Landkreis Mansfeld-Südharz) » (voir la liste des auteurs).